# Coppa Mitropa 1986-1987
La Coppa Mitropa 1986-87 fu la 45ª edizione della Coppa dell'Europa Centrale, svoltasi dal 14 al 16 novembre 1986 in Italia e ospitata dalle città di Ascoli Piceno e Porto Sant'Elpidio.
Si tenne, con il metodo dell'eliminazione diretta, tra le due squadre vincitrici dei campionati 1985-86 di seconda divisione di Italia e Jugoslavia, rispettivamente Ascoli e Spartak Subotica, e due prestigiosi club di Cecoslovacchia e Ungheria, il Bohemians Praha e il Vasas.
Le semifinali si svolsero il 14 novembre. Ad Ascoli Piceno la squadra di casa batté per 2-1 lo Spartak Subotica, mentre a Porto Sant'Elpidio il Bohemians batté 3-1 il Vasas.
Due giorni più tardi, il 16 novembre, le due squadre sconfitte si affrontarono di nuovo a Porto Sant'Elpidio per la finale per il terzo posto, e a prevalere fu la formazione ungherese per 2-0; allo stadio Del Duca, invece, l'Ascoli batté 1-0 il Bohemians con un gol su rigore di Fulvio Bonomi a 4' dalla fine, divenendo così la sesta squadra italiana a inscrivere il suo nome nel palmarès della competizione dopo Bologna, Fiorentina, Udinese, Milan e Pisa.

## Partecipanti
| Nazione                   | Squadra          | Campionato                                                  | Note |
| ------------------------- | ---------------- | ----------------------------------------------------------- | ---- |
| Cecoslovacchia (bandiera) | Bohemians Praha  | 5º campionato di Cecoslovacchia 1985-86                     |      |
| Jugoslavia (bandiera)     | Spartak Subotica | 1º campionato di Jugoslavia Druga Liga Girone Ovest 1985-86 |      |
| Ungheria (bandiera)       | Vasas            | 9º campionato d'Ungheria 1985-86                            |      |
| Italia (bandiera)         | Ascoli           | 1º campionato d'Italia serie B 1985-86                      |      |

## Torneo

### Risultati
|  | Semifinali       | Semifinali       | Semifinali      |                 |        | Finale           | Finale           | Finale          |  |
|  |                  |                  |                 |                 |        |                  |                  |                 |  |
|  | Ascoli           | Ascoli           | 2               |                 |        |                  |                  |                 |  |
|  | Ascoli           | Ascoli           | 2               |                 |        |                  |                  |                 |  |
|  | Spartak Subotica | Spartak Subotica | 1               |                 |        |                  |                  |                 |  |
|  | Spartak Subotica | Spartak Subotica | 1               |                 | Ascoli | Ascoli           | 1                |                 |  |
|  |                  |                  |                 |                 | Ascoli | Ascoli           | 1                |                 |  |
|  |                  |                  | Bohemians Praha | Bohemians Praha | 0      |                  |                  |                 |  |
|  | Bohemians Praha  | Bohemians Praha  | Bohemians Praha | Bohemians Praha | 0      | 3                |                  |                 |  |
|  | Bohemians Praha  | Bohemians Praha  |                 |                 |        | 3                |                  |                 |  |
|  | Vasas            | Vasas            | 1               |                 |        | Finale 3º posto  | Finale 3º posto  | Finale 3º posto |  |
|  | Vasas            | Vasas            | 1               |                 |        |                  |                  |                 |  |
|  |                  |                  |                 |                 |        |                  |                  |                 |  |
|  |                  |                  |                 |                 |        | Spartak Subotica | Spartak Subotica | 0               |  |
|  |                  |                  |                 |                 |        | Spartak Subotica | Spartak Subotica | 0               |  |
|  |                  |                  |                 |                 |        | Vasas            | Vasas            | 2               |  |

### Semifinali
Gare giocate il 14 novembre
| Squadra 1       | Risultato | Squadra 2        |
| --------------- | --------- | ---------------- |
| Ascoli          | 2 - 1     | Spartak Subotica |
| Bohemians Praha | 3 - 1     | Vasas            |

| Ascoli Piceno 14 novembre 1986               | Ascoli    | 2 – 1     | Spartak Subotica | Stadio Del Duca |
| Greco 15’ G. Iachini 43’ Marcatori 67’ Nyari |           |           |                  |                 |
|                                              |           |           |                  |                 |
| Greco 15’ G. Iachini 43’                     | Marcatori | 67’ Nyari |                  |                 |

| Porto Sant'Elpidio 14 novembre 1986 | Bohemians Praha | 3 – 1 | Vasas | Stadio Giuseppe Ferranti |

### Finale per il 3º posto
Gara giocata il 16 novembre
| Squadra 1 | Risultato | Squadra 2        |
| --------- | --------- | ---------------- |
| Vasas     | 2 - 0     | Spartak Subotica |

| Porto Sant'Elpidio 16 novembre 1986 | Spartak Subotica | 0 – 2                   | Vasas | Stadio Giuseppe Ferranti |
| Marcatori 3’ Teodoru 63’ Galašček   |                  |                         |       |                          |
|                                     |                  |                         |       |                          |
|                                     | Marcatori        | 3’ Teodoru 63’ Galašček |       |                          |

### Finale per il 1º posto
Gara giocata il 16 novembre
| Squadra 1 | Risultato | Squadra 2       |
| --------- | --------- | --------------- |
| Ascoli    | 1 - 0     | Bohemians Praha |

| Arbitro: | Branko Buijć |

| |              | |
| Bonomi 86’ (r) | Marcatori    | |
| · Pazzagli · Benedetti · Cimmino · G. Iachini · Trifunović · Dell'Oglio · Bonomi · Pusceddu · 80’ Scarafoni · Greco · Barbuti | Formazioni   | · Švengr · Yakbeč · Matejček · Zelenski 86’ · Jímič · Vink · Skasný · Chaloupka · Mičineč · Válek · Bélak |
| · 80’ A. Marchetti | Sostituzioni | |
| Ilario Castagner | Allenatori   | Tomáš Pospíchal                                                                                           |

## Classifica marcatori
|  | Gol | Marcatore    | Squadra         |
|  | --- | ------------ | --------------- |
|  | 3   | Válek Zdeněk | Bohemians Praha |